# تشارك الطعام

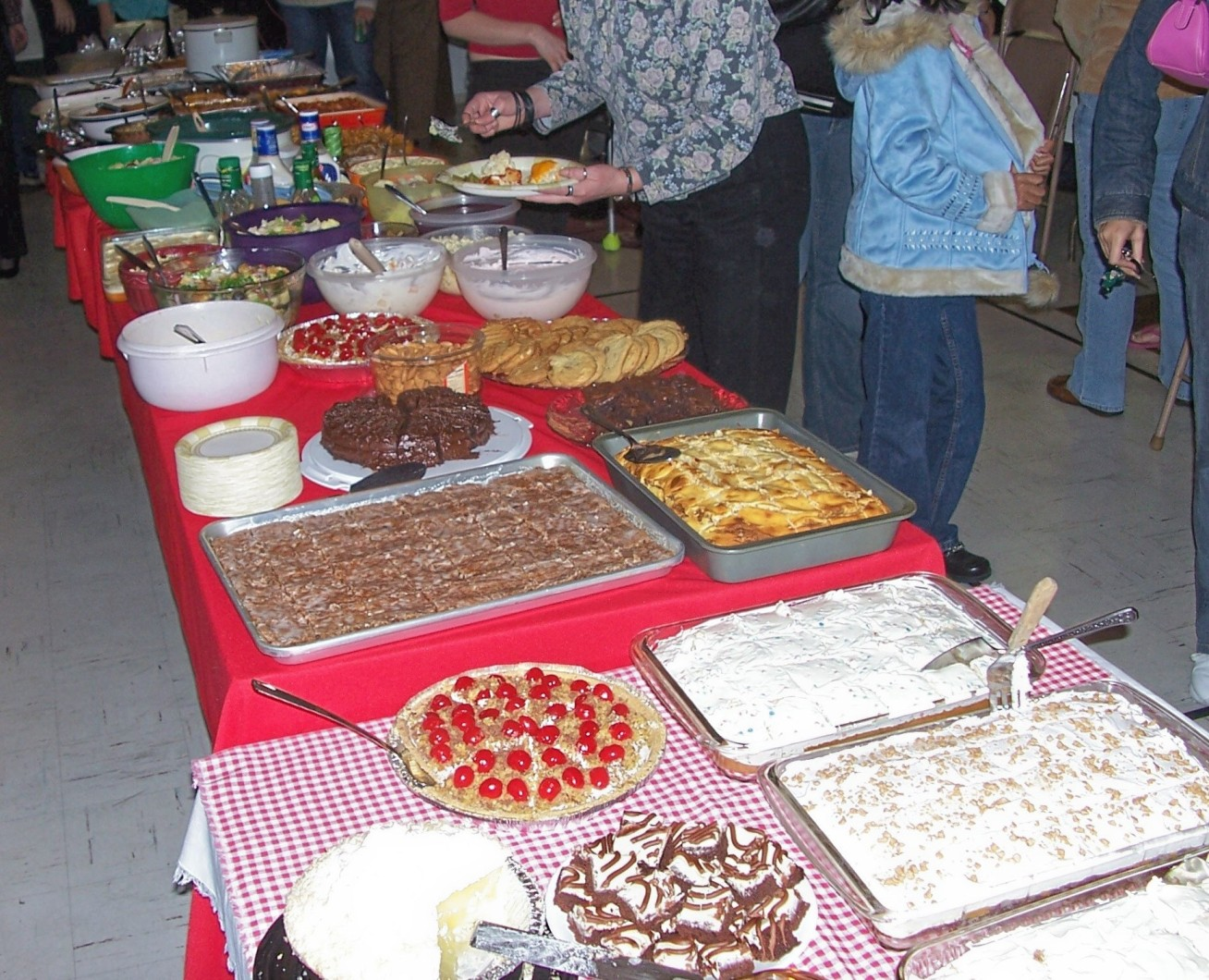
تشارك الطعام

تشارك الطعام أو الهِداء أو الموائد المشتركة (بالإنجليزية: Potluck)‏، هو أن يجيء كُل ضيف أو فرد بطبق من الطعام أعده بمحله لتكون في النهايّة وليمةً مُشتركة. في الأغلب يتم تنظيم هذه المُشاركة عند الأسر في الزيارات المُتكررة الروتينية في بعض الثقافات. كما أن الجماعات الدينية تُمارس هذه الطريقة عند موائد العشاء لتقسيم التكلفة على المُشاركين والحاضرين.